# Lažna etimologija
Lažna etimologija ali psevdoetimologija je razlaga izvora besede, ki je napačna ali neutemeljena, vendar pogosto zveni verjetno in zato lahko postane priljubljena. Gre za lažno ali ljudsko etimologijo, pri kateri ljudje poskušajo povezati pomen besede s koreninami, ki so jim smiselne, vendar niso jezikovno pravilne. Beseda je sestavljena iz korena psevdo-, ki izhaja iz grške besede ψεῦδος (pseudos), kar pomeni laž, neresnica, prevara. V sodobnem jeziku psevdo- označuje nekaj, kar je navidezno ali lažno, npr. psevdonim (lažno ime) ali psevdoznanost (lažna znanost). Drugi del besede, etimologija, pa prihaja iz grške besede ἐτυμολογία (etymologia), ki je sestavljena iz 1.ἔτυμος (etymos), kar pomeni resničen, pristen ali pravi, in 2. λογία (logia), kar pomeni učenje, vednost ali študij. Beseda psevdoetimologija torej dobesedno pomeni lažna razlaga izvora besed in označuje napačne ali neutemeljene razlage o tem, kako so se besede razvile ali kakšen je njihov pravi pomen. Psevdoetimologije pogosto nastanejo zaradi podobnosti besed in želje, da bi jim pripisali smisel, ki je povezan z neko zgodbo ali kontekstom, ki ga poznamo – čeprav te razlage niso jezikovno pravilne.
Primeri:
1. Šparglji in šparanje: Ljudska razlaga pravi, da beseda šparglji izhaja iz slovenske besede šparati (varčevati), saj naj bi bila ta zelenjava »skromna« hrana. V resnici pa šparglji izvirajo iz latinske besede asparagus, ki jo je prevzel večji del evropskih jezikov.
2. Hamburger in mesto Hamburg: Pogosta psevdoetimologija pravi, da je hamburger poimenovan po nemškem mestu Hamburg, saj naj bi jed izvirala od tam. Čeprav so nemški priseljenci iz Hamburga igrali vlogo pri popularizaciji govedine, beseda »hamburger« ne izhaja iz mesta samega, temveč iz izraza za »Hamburg-style steak«, tj. zrezek po hamburško.
3. Avokado in beseda »avocado«: Včasih slišimo, da beseda avokado prihaja iz izraza »avocado« za odvetnika v španščini. V resnici pa avokado izhaja iz nahuatlske besede ahuacatl, kar pomeni testis, zaradi oblike sadeža, ki spominja na to anatomijo.
4. Sirup in arabska beseda »Sharab«: Veliko ljudi misli, da beseda sirup prihaja iz arabske besede sharab, ki pomeni pijačo. Vendar sirup prihaja iz latinske sirupus in grške siropos, ki označujeta sladkano tekočino, čeprav ima podobno strukturo kot arabska beseda za pijačo.
5. Kenguru: Po priljubljeni, a napačni zgodbi naj bi beseda kangaroo nastala, ko so britanski raziskovalci prvič videli kenguruja v Avstraliji in vprašali domačine, kako se imenuje ta žival. Domnevno naj bi domačini odgovorili z besedo kangaroo, kar naj bi pomenilo »ne razumem« v njihovem jeziku. Tako naj bi Evropejci zmotno mislili, da je to ime živali, in ga ohranili v angleščini. V resnici pa beseda kangaroo izhaja iz jezika lokalnega avstralskega plemena Guugu Yimithirr, kjer gangurru pomeni prav posebno vrsto kenguruja, znanega kot sivi kenguru. Zgodba o izvoru iz besedne zveze, ki pomeni »ne razumem«, je le urbana legenda, ki se je razširila zaradi privlačne zamisli o nesporazumu med evropskimi raziskovalci in avstralskimi staroselci.